# 钢铁之骑士
《钢铁之骑士》是一款由General Support制作和发行的战略类游戏。游戏最初于1991年在PC-9801发行。游戏后于1993年2月19日在日本地区超级任天堂发行。
玩家控制着德国武裝親衛隊，指挥部队参加第二次世界大战中的战役，诸如巴巴罗萨战役。在每场战役之前，有一段对于部队力量和主要城市的总结。
玩家需要将所有的部队集结在某个点，并寻找出敌人的位置。每一场任务为玩家指挥侵入敌人或从某一无法立足之处撤退，也有防守已经占领的地区。